# Chakassische Sprache
Die chakassische Sprache (chakass. хакас тілі khakas tîlî) ist eine nordtürkische Sprache der südsibirischen Untergruppe. Kurzform ist Chakassisch.
Chakassisch ist (laut Artikel 3 des Gesetzes der Republik Chakassien über die Sprachen der Völker der Republik Chakassien vom 20. Oktober 1992), neben dem Russischen, Staatssprache in Chakassien. Die Lexik des Chakassischen ist stark mongolisch und russisch beeinflusst; nur sehr vereinzelt finden sich arabische und persische Wörter. Die Wortbetonung liegt stets auf der letzten Silbe. Im Chakassischen fehlt die Kategorie des grammatischen Genus; die chakassischen Flussnamen erhalten im Deutschen das maskuline Genus.

## Hauptverbreitungsgebiet
Chakassisch wird heute vor allem in der zu Russland gehörenden Republik Chakassien gesprochen. Dazu kommt das angrenzende Gebiet an der nördlichen Grenze zu Tuwa.

## Alternative Bezeichnungen
Chakassisch gilt erst seit 1923 als Sprache, als man im Zuge der sowjetischen Nationalitätenpolitik („Jedem Volk seine eigene Republik und jeder Republik ihre eigene Sprache!“) die bis dahin selbständigen Volksstämme der Biltir, Sagaj, Qatscha, Xojbal und Xyzyl zur „Nation der Chakassen“ zusammenfasste. Diese fünf Stämme sind sprachlich-kulturell eng miteinander verwandt. Und so wurde aus ihren Dialekten eine standardisierte „Nationalsprache“ geschaffen.
In der Vergangenheit war die heutige chakassische Sprache unter vielen Bezeichnungen bekannt. Die bekanntesten waren „Abakan-Tatarisch“, „Abakan-Türkisch“ oder schlicht und grob verallgemeinernd „Jenissej-Türkisch“. In der türkischen Turkologie wird die Sprache generell als „chakassisches Türkisch“ (türk. Hakas Türkçesi) bezeichnet.

## Klassifizierungsmöglichkeiten
Chakassisch wird mit unter verschieden klassifiziert. So listet das Fischer Lexikon Sprachen (1987) das Chakassische innerhalb der Turksprachen wie folgt ein:
- Turksprachen
  - Westlicher Zweig
  - Östlicher Zweig
    - Uigurische Gruppe
      - Chakassisch

Dagegen listet das „Metzler Lexikon Sprache“ (1993) das Chakassische wie nachfolgend beschrieben auf:
- Turksprachen
  - Südwesttürkisch (Oghusisch)
  - Osttürkisch (Karlukisch)
  - Westtürkisch (Kiptschakisch)
  - Nordtürkisch
    - Chakassisch

Die aktuelle Klassifikation ist im Artikel Turksprachen aufgeführt.

## Alphabete
Als älteste Schrifttümer sehen auch die Chakassen die göktürkischen Inschriften des Orchon- und Jenissejgebietes an, die in türkischen Runen verfasst sind.
Verschriftet wurde das Chakassische erst im 19. Jahrhundert, als von russischen Missionaren ein modifiziertes kyrillisches Alphabet eingeführt wurde. Zuvor wurde Tschagataisch benutzt.
Im Jahre 1929 wurde das Neue Turksprachige Alphabet eingeführt, das bereits 1939 wieder von einem kyrillischen Alphabet verdrängt wurde, welches 1947, 1953 und 1962 modifiziert wurde.
| A a | B ʙ | C c | Ç ç | D d | Ə ə | F f | G g |
| Ƣ ƣ | I i | Į į | J j | K k | L l | M m | N n |
| Ꞑ ꞑ | O o | Ɵ ɵ | P p | R r | S s | Ş ş | T t |
| U u | V v | X x | Y y | Z z | Ƶ ƶ | Ь ь |     |

| А а | Б б | В в | Г г | Ғ ғ | Д д | Е е | Ё ё |
| Ж ж | З з | И и | Й й | І і | К к | Л л | М м |
| Н н | Ң ң | О о | Ӧ ӧ | П п | Р р | С с | Т т |
| У у | Ӱ ӱ | Ф ф | Х х | Ц ц | Ч ч | Ӌ ӌ | Ш ш |
| Щ щ | Ъ ъ | Ы ы | Ь ь | Э э | Ю ю | Я я |     |